# Bufo apolobambicus
Bufo apolobambicus là một loài cóc thuộc họ Bufonidae.
Loài này có ở Bolivia và có thể cả Peru.
Môi trường sống tự nhiên của chúng là vùng núi ẩm nhiệt đới hoặc cận nhiệt đới.
Chúng hiện đang bị đe dọa vì mất nơi sống.